# Gavelinellinae
Gavelinellinae es una subfamilia de foraminíferos bentónicos de la familia Gavelinellidae, de la superfamilia Chilostomelloidea, del suborden Rotaliina y del orden Rotaliida. Su rango cronoestratigráfico abarca desde el Barremiense (Cretácico inferior) hasta la Actualidad.

## Clasificación
Gavelinellinae incluye a los siguientes géneros:
- Angulogavelinella †
- Anomalinulla
- Berthelina †
- Bilingulogavelinella †
- Boldia †
- Cocoarota †
- Discanomalina
- Echigoina †
- Gavelinella †
- Gyroidella
- Gyroidina
- Gyroidinopsis
- Hansenisca
- Hanzawaia
- Hollandina †
- Holmanella †
- Linaresia †
- Lingulogavelinella †
- Orithostella †
- Paralabamina †
- Pseudogavelinella †
- Scheibnerova †

Otro género considerado en Gavelinellinae pero tradicionalmente considerado en otra familia es:
- Anomalinoides, antes en la familia Heterolepidae

Otros géneros considerados en Gavelinellinae son:
- Paromalina, aceptado como Discanomalina
- Gyroidinus, aceptado como Gyroidina
- Orostella, aceptado como Lingulogavelinella
- Pseudorosalinoides, aceptado como Discanomalina
- Terquemia, aceptado como Boldia